# Сборная Чагоса по футболу
Сборная островов Чагос — сборная, представляющая архипелаг Чагос на международном уровне. Она не является членом ФИФА или АФК.
Сборная принимала участие в чемпионате мира NF-Board в Абхазии в 2016 году, где одержала победу над сборной командой Сомалиленда со счётом 2:3, но в тоже время потерпела крупнейшее поражение над сборной Западной Армении со счётом 12:0.
Самая крупная победа сборной Чагос — победа над сборной Фолклендских островов в товарищеском матче со счётом 4:0.
Сборная также представляла Британскую Территорию в Индийском Океане.